# Grégoire d'Agrigente
Grégoire d'Agrigente (559-630) a été évêque d'Agrigente de 590 à 603 au moins, et un correspondant du pape Grégoire Ier. Il est le sujet probable d'une Vie semi-légendaire (BHG 707), et l'auteur prétendu d'un commentaire sur l'Ecclésiaste, bien que ces deux identifications aient été mises en doute.
L'hagiographie attribue à Grégoire une formation en lettres classiques, rhétorique et théologie avec un attrait pour les sciences physiques, notamment l'astronomie car il soutenait la théorie du mouvement de la terre autour du soleil. Il aurait lu plusieurs fois la Vie de Basile de Césarée et la Passion des saints Maccabées. À la demande d'un évêque, il a interprété les écrits de Grégoire de Nazianze pour un groupe de diacres. En plus de ses Homélies, dictées en grec, qui sont un commentaire du Livre de l'Ecclésiaste, il a laissé de nombreux autres écrits  - ses Oraisons - sur la dogmatique, le Carême, l'apôtre André, et d'autres publiés à Constantinople.    
L'hagiographe le présente comme un second Jean Chrysostome. Par miracle, il était capable de jeûner constamment. On lui attribue également la réalisation de quelques miracles de guérison.
En 2005, la Congrégation pour le culte divin et la discipline des sacrements l'a proclamé patron de la conservation des biens archéologiques, notamment architecturaux, en raison du fait que la consécration de l'ancien temple grec de la Concorde près d'Agrigente en cathédrale par Grégoire a permis au bâtiment de mieux se conservé au fil du temps, alors que les autres sont devenus des ruines.
Saint Grégoire d'Agrigente est célébré le 23 novembre par les catholiques, les orthodoxes et les Arméniens (c'est-à-dire le 6 décembre pour les Orientaux dans le calendrier grégorien), le 24 novembre par les Syriens jacobites. Ce personnage est d'autre part fêté à Agrigente le 22 juin.

## L'évêque d'Agrigente historique
Le personnage historique, assez obscur, qui est certainement l'inspiration première de la Vie nous est connu, en dehors d'elle, par plusieurs lettres appartenant au registre épistolaire du pape Grégoire Ier. Peu après son avènement, ce dernier ordonna une enquête sur la gestion de certains évêques siciliens (l'île, comme le sud de l'Italie, relevait alors directement du pape comme archevêque métropolitain). En août 591, il adressa une lettre à trois de ces évêques (Grégoire d'Agrigente, Léon de Catane et Victor de Palerme), sur lesquels pesaient des accusations, pour leur enjoindre de comparaître devant Petrus (Pierre), son vicaire en Sicile. Les imputations parurent suffisamment graves pour que leurs cas soient évoqués à Rome même. Léon fut libéré en juillet 592, Victor en avril 593, et tous deux furent rétablis dans leurs droits. Quant à l'évêque Grégoire, son procès semble avoir traîné en longueur : en novembre 592, le pape convoque à Rome ses accusateurs ; en novembre 594, une autre lettre atteste que le diocèse d'Agrigente est toujours sous l'administration provisoire de l'évêque voisin de Triocala. On ignore à peu près tout du déroulement de l'affaire (si notamment un synode s'est tenu à son sujet, ce qui n'est pas impossible, car le registre que nous possédons n'est qu'une sélection de lettres), mais il apparaît que Grégoire fut réhabilité et rétabli sur son siège avant 598 : une lettre du pape de cette année-là parle sans le nommer d'un évêque d'Agrigente en fonction, et une autre de l'an 603, adressée aux évêques de Sicile, mentionne « Grégoire d'Agrigente ».
Il est clair que le récit de Léonce de Saint-Sabas vise fondamentalement ce personnage, mais il apparaît également que cet auteur n'avait des faits mentionnés dans les lettres du pape Grégoire Ier qu'une connaissance très vague, et que notamment il n'avait pas lu ces lettres (le registre épistolaire de ce pape a été constitué comme tel à l'époque carolingienne) : il n'identifie pas le pape impliqué, il ne connaît pas le vicaire Pierre (ne mentionnant qu'un vicaire et « exarque » Tibère) et ignore la tenue d'un premier procès en Sicile même, il ne parle ni de Léon de Catane, ni de Victor de Palerme, dont les cas furent dans un premier temps liés à celui de Grégoire. Il sait que l'évêque Grégoire d'Agrigente fut calomnié et suspendu de ses fonctions, transporté à Rome et emprisonné pendant une longue durée (deux ans et quatre mois, dit-il, ce qui semble moins que la réalité), puis réhabilité et rétabli triomphalement sur son siège. Dans son récit, ces événements (la passion du saint) occupent les quarante derniers paragraphes sur un total de cent (le texte est amputé de sa fin, et interrompu juste après le retour à Agrigente).
Parmi les faits historiques établis très vraisemblablement par la Vie, il y a d'abord le fait très général qu'Agrigente (sur la côte sud de la Sicile) était à la fin du VIe siècle une ville de langue et de culture grecques (comme le montre notamment l'onomastique du récit). Plus précisément, la partie conservée du texte s'achève (§ 100) sur la transformation par Grégoire, juste après son retour, du temple F de la Vallée des Temples d'Agrigente (le temple de la Concorde) en une église chrétienne dédiée à saint Pierre et saint Paul (donc entre 594 et 598).

## LaVie de saint Grégoire d'Agrigente

### Généralités
Grégoire d'Agrigente est une figure de l'hagiographie chrétienne de langue grecque, héros d'une Vie de saint Grégoire d'Agrigente (BHG 707) due à un auteur du nom de Léontios (Léonce), hiéromoine et higoumène du monastère basilien de Saint-Sabas à Rome. Daté par une étude interne de la seconde moitié du VIIIe  ou du début du IXe siècle, ce récit parait comporté des anachronismes, comme un « roman hagiographique » fondé sur des éléments historiques d'époques diverses. Le noyau de l'ouvrage est constitué par la carrière d'un évêque d'Agrigente mentionné dans la documentation entre 591 et 603 (contemporain du pape Grégoire Ier). D'autre part, on conserve un texte exégétique important, un Commentaire sur l'Ecclésiaste en dix livres et en grec, daté d'entre le VIe  et le IXe siècle, que la tradition attribue à « Grégoire d'Agrigente ».  

### Auteur et datation
L'auteur de la Vie (BHG 707) est identifié par les manuscrits comme Léontios (Léonce), hiéromoine et higoumène du monastère basilien de Saint-Sabas (ou Saint-Saba) à Rome (un établissement de rite grec fondé vers 650, sur l'Aventin, par des moines réfugiés de Palestine). Cet auteur n'est pas autrement connu. D'après le texte, il est clair qu'il connaissait bien la Sicile en général et Agrigente en particulier : il est probable que c'était un Grec natif de l'île, voire de la ville ou de sa région. Quant à l'époque où il composa le texte, elle peut être définie approximativement par les faits suivants : on relève une claire allusion à la Donation de Constantin, un faux document qui semble être apparu dans la seconde moitié du VIIIe siècle ; d'autre part, le texte est sûrement antérieur à la conquête d'Agrigente par les musulmans en 828 ; il est également antérieur à un canon liturgique consacré au saint attribué à Joseph l'Hymnographe (lui-même natif de Sicile), dont on voit clairement qu'il suit de près le récit.

### Le récit
Grégoire naît dans un village des environs d'Agrigente appelé Prætoria, enfant unique d'un couple éminent de la cité, Chariton et Théodote, et il est baptisé par l'évêque Potamion. À huit ans, il commence à fréquenter l'école d'un certain Damianos. À douze ans, à la demande de ses parents, il est ordonné lecteur et devient disciple de l'archidiacre Donatos, qui lui fait lire les écrits des Pères. La lecture d'une Vie de saint Basile le Grand lui donne le désir de découvrir les lieux saints. Une nuit, à dix-huit ans, alors qu'il attend l'archidiacre, il a la vision d'un ange qui lui dit d'aller sur le rivage, où il embarque sur le navire d'un capitaine Varos, à destination de Carthage. Varos avait au début le dessein de le vendre comme esclave, mais il change d'avis et se repent de sa mauvaise pensée pendant la traversée. À Carthage, Grégoire est logé chez le capitaine et rencontre l'évêque ; dans l'église Saint-Julien-le-Martyr lui apparaissent trois moines qui lui révèlent être envoyés par Dieu pour le conduire à Jérusalem. Ils font voile vers le port de Tripoli, où ils demeurent pendant trente jours près de l'église Saint-Léonce. Quatre mois plus tard, ils arrivent à Jérusalem et descendent dans un couvent.
Le dimanche de Pâques, ils assistent à un service au Saint-Sépulcre et sont reçus par l'archevêque Macaire, qui connaît miraculeusement le nom des trois moines : Markos, Léontios et Sérapion. Il s'avère qu'ils viennent de Rome, et une semaine après ils prennent congé de Grégoire pour retourner en Occident. On les suit ensuite se rendant à Agrigente et rassurant notamment Chariton et Théodote, inconsolables depuis la disparition de leur fils unique, puis regagnant leur couvent à Rome. À Jérusalem, Grégoire est ordonné diacre, puis passe un an au monastère du Mont des Oliviers. Ensuite il s'en va dans le désert et y séjourne pendant quatre ans auprès d'un solitaire, moment capital de sa formation. Il revient à Jérusalem pour un an, puis gagne Antioche, où il est reçu par l'archevêque Eustathe ; il loge dans une cellule occupée jadis par saint Basile le Grand et y écrit son premier livre. Ensuite il part pour Constantinople.
Dans la capitale impériale, il s'installe dans le monastère des Saints-Serge-et-Bacchus, où il se met à l'étude des homélies de saint Jean Chrysostome. L'higoumène fait son éloge auprès de l'archevêque de la ville, qui envoie le chartophylax Constantin et le philosophe Maxime pour éprouver sa sagesse. Il récite et explique brillamment devant eux les Aporrhêta de saint Grégoire de Nazianze, et l'archevêque l'appelle auprès de lui. Quelques semaines plus tard, un concile se tient en l'église Sainte-Irène contre une hérésie dirigée par « Serge, Cyrus et Paul » ; Grégoire, désigné comme suppléant de l'évêque de Sardique malade, y réfute brillamment les hérétiques et en ramène beaucoup à l'orthodoxie ; l'empereur Justinien lui-même le reçoit pour le féliciter. Quelques jours après, ayant obtenu son congé du souverain, il gagne Rome et s'installe dans le monastère Saint-Sabas.
Vers le même temps, l'évêque Théodore d'Agrigente meurt, et un conflit entre deux prétendants à sa succession, le prêtre Sabinos et le diacre Kriskentinos, divise la cité. Une délégation des habitants est envoyée auprès du pape ; elle est conduite par l'archidiacre Euplos et Chariton, le père de Grégoire. Avant le temps fixé pour trancher, le souverain pontife voit en rêve les apôtres qui lui montrent un portrait de Grégoire. Celui-ci, à l'annonce de l'arrivée d'une délégation d'Agrigente, s'est réfugié dans le monastère Saint-Érasme, et alors qu'on le fait rechercher il est caché dans le jardin. Il est conduit auprès du pape (et y retrouve aussi Markos). Il pense encore à fuir en Espagne, mais finalement, après avoir été désigné clairement par le Saint-Esprit lui-même, il se laisse consacrer évêque. Peu après il retrouve son père après treize ans de séparation. 
C'est ensuite le retour à Agrigente en compagnie d'un évêque Félix qui doit l'installer dans son siège. Pendant le voyage il guérit miraculeusement un lépreux et un sourd-muet. Après son installation, Grégoire ordonne de nombreux prêtres et diacres, dont trois jeunes hommes, Smaragdos (Érasmos plus loin dans le texte), Philadelphos et Platonikos, qui se font ses disciples et imitateurs. Mais pendant ce temps, les deux prétendants déçus à l'évêché, Sabinos et Kriskentinos, ourdissent un complot rassemblant trente clercs et vingt-cinq laïcs, avec l'objectif de provoquer la déposition de Grégoire et son remplacement par un certain Leukios, un hérétique condamné en Orient dans un concile tenu à Laodicée et qui avait affronté Grégoire au concile de Sainte-Irène. Les conjurés soudoient une prostituée nommée Évodia, l'introduisent dans le palais épiscopal, et à l'occasion d'une fête feignent de l'y surprendre. La prostituée confirme effrontément tous les soupçons, et Grégoire est jeté en prison.
L'évêque, libéré de sa geôle par un ange et défendu par les habitants, prie lui-même l'exarque Tibère de le conduire auprès du pape. À Agrigente, malgré un soulèvement en faveur de Grégoire, qui provoque un envoi de troupes par l'archonte de Syracuse, Leukios monte sur le trône épiscopal. À Rome, le pape, après la lecture du rapport de l'exarque, s'indigne contre Grégoire et le fait jeter en prison d'une manière outrageante. La nuit, saint Pierre et saint Paul lui apparaissent, lui ôtent ses chaînes et permettent à son disciple Platonikos de le rejoindre. Il exorcise le fils possédé de son geôlier, qui se met désormais à son service. Au bout d'un an, le pape se souvient de l'existence de Grégoire et s'enquiert de lui auprès de Markos, qui lui conseille de réunir un synode sur l'affaire et de consulter l'empereur et l'archevêque de Constantinople.
Son avis est suivi. L'empereur envoie à Rome le spathaire Markianos (une connaissance de Grégoire du temps de son séjour à Constantinople), et l'archevêque les évêques d'Ancyre, de Cyzique et de Corinthe et le chartophylax Constantin. Markianos tombe gravement malade et manque de trépasser. Une veuve dont la fille a été guérie par Grégoire le fait conduire dans la geôle de Grégoire, où il est guéri et rejoint par les évêques de la délégation orientale. Le détenu révèle à ses visiteurs qu'il croupit là depuis deux ans et quatre mois, mais il se refuse à quitter cette cellule sans l'autorisation du pape.
Le synode convoqué se réunit dans l'église Saint-Hippolyte, près de la prison, avec cent cinquante évêques et cent dix accusateurs de Grégoire (chiffre changé dans le cours du texte), conduits par Sabinos et Kriskentinos. Le pape fait preuve au début du même aveuglement qu'il a déjà manifesté, mais finalement Grégoire exorcise par ses prières la prostituée Évodia qui était possédée, elle avoue tout et lui demande pardon ; la séance s'achève par une messe d'actions de grâce. Le lendemain, l'assemblée se réunit au portique Saint-André, près de la basilique Saint-Pierre, pour juger les calomniateurs ; les cent dix sont condamnés à des exils lointains, puis, après des supplications et sur l'intercession de Grégoire lui-même, relâchés ; mais alors un nuage de fumée les enveloppe, et ils réapparaissent ensuite transformés en Noirs (sic !). Évodia devient nonne au couvent Sainte-Cécile. Grégoire demande au pape et au synode l'autorisation de transférer la cathédrale et l'évêché d'Agrigente, à cause de la souillure due à la présence pendant plus de deux ans de l'évêque hérétique Leukios, qui est condamné au bannissement en Espagne. Le pape lui cède d'autre part la moitié du territoire d'Agrigente que le Saint-Siège détient depuis la Donation de Constantin.
Grégoire retourne à Constantinople avec la délégation orientale et retrouve le monastère des Saints-Serge-et-Bacchus. Il est reçu au palais par l'empereur Justinien et l'archevêque. Le souverain décide la promulgation de nouveaux canons ecclésiastiques, et il se retire seul pendant le Carême avec Grégoire pour y travailler. Le savant évêque rédige alors plusieurs ouvrages. Ensuite il demande à Justinien la permission de retourner à Agrigente, car il doit purger la ville de l'hérésie de Leukios. À la Pentecôte il prend congé de l'empereur et de l'impératrice, qui le comblent de cadeaux. Il fait un crochet par Rome pour revoir le pape, puis rentre à Agrigente, où il est accueilli en triomphe et retrouve encore ses parents. Il se rend dans un vieux temple au sud de la ville et en déloge les démons Héber et Rhaps, puis il y établit une église dédiée à saint Pierre et saint Paul (fin de la partie conservée du récit).

### Les principaux anachronismes
S'agissant des évêques de Jérusalem nommés Macaire, il y en a eu deux à date ancienne : Macaire Ier (v. 312-v. 335), contemporain de l'empereur Constantin Ier et inventeur de la Vraie Croix avec sainte Hélène ; et Macaire II (552, puis de 564 à 575). D'autre part, il n'y a eu qu'un évêque d'Antioche nommé Eustathe (324-330), contemporain de Constantin Ier et connu pour son opposition à l'arianisme. Il y a eu deux empereurs nommés Justinien : Justinien Ier (527-565) et Justinien II (685-711). Quant au pape et à l'archevêque de Constantinople, ils ne sont très curieusement pas nommés dans le texte, malgré leur rôle très important et alors qu'un très grand nombre de figures secondaires se voient attribuer un nom.
Les hérétiques condamnés dans le concile de Constantinople auquel prend part Grégoire (« les disciples de Serge, Cyrus et Paul ») sont les monothélites : Serge Ier de Constantinople, Cyrus de Phase et Paul II de Constantinople ; ce concile est donc le troisième concile de Constantinople, réuni en 680-681 sous le règne de l'empereur Constantin IV. D'autre part, quand l'empereur « Justinien » du texte annonce sa volonté de promulguer « de nouveaux canons ecclésiastiques », c'est une claire allusion au concile dit Quinisexte, réuni en 691-692 par Justinien II et consacré exclusivement aux questions de discipline ecclésiastique et de rite.

### Transmission et édition
La Vie de saint Grégoire d'Agrigente de Léontios est transmise par de nombreux manuscrits, conservés en Occident et en Orient, plusieurs datant du Xe  et du XIe siècle. Il existe des fragments conservés (principalement à la BnF) d'un manuscrit en majuscules du IXe siècle. La première édition imprimée fut une traduction latine figurant dans le recueil Vitæ sanctorum Siculorum dû au jésuite sicilien Ottavio Gaetani (Syracuse, 1566-Palerme, 1620) et publié bien après sa mort (en 1657) ; la traduction du grec au latin était l'œuvre de son confrère Francesco Raiati (à partir du manuscrit Panorm. II E 15). Le texte grec a été édité accompagné de la traduction de Raiati par un autre jésuite, Stefano Antonio Morcelli, en tête d'une édition également bilingue du Commentaire sur l'Ecclésiaste attribué à Grégoire (Venise, 1791), et ce dernier ensemble est lui-même reproduit en PG 98. 
Édition récente : Albrecht Berger (éd.), Leontios Presbyteros von Rom. Das Leben des Heiligen Gregorios von Agrigent (introduction, texte critique, traduction allemande et commentaire), Berlin, Akademie Verlag, 1995.

## LeCommentaire sur l'Ecclésiaste
Léonce de Saint-Sabas attribue à son héros une vaste science religieuse et une œuvre littéraire dont il signale le développement à plusieurs reprises : traités dogmatiques, hagiographies et éloges de saints, sermons de Carême, canons liturgiques, etc. Il est d'ailleurs présenté comme l'émule des Pères Cappadociens et de saint Jean Chrysostome, et rédige son premier ouvrage, à Antioche, dans la cellule où saint Basile aurait composé son Commentaire sur l'Hexaéméron. Il est très probable que cette œuvre variée, dont certains dans le passé ont pu déplorer la perte, est en fait une pure fiction.
Un Commentaire sur l'Ecclésiaste en langue grecque, en dix livres, transmis par quatre manuscrits, est attribué traditionnellement à Grégoire d'Agrigente. Léonce ne cite d'ailleurs pas spécifiquement un tel ouvrage. C'est un commentaire d'une grande érudition (s'appuyant notamment sur les commentaires antérieurs de Grégoire de Nysse et d'Olympiodore le Diacre) et témoignant d'une distance critique vis-à-vis de ses prédécesseurs, un ouvrage d'un haut niveau intellectuel. Du reste, dans le manuscrit le plus ancien (le Paris. Coisl. gr. 57, du début du Xe siècle), il est attribué par erreur à Grégoire de Nysse lui-même. Un manuscrit plus tardif (XIVe siècle) évoque aussi l'évêque Grégoire d'Antioche.
Les spécialistes modernes excluent que l'évêque d'Agrigente des alentours de l'an 600 puisse être l'auteur de ce texte : il suppose l'usage d'un rite grec qui ne fut introduit en Sicile que plusieurs décennies après. D'une façon générale, il semble peu probable que ce texte aux références purement orientales vienne de Sicile. Il a été établi récemment que ce texte est le même qu'un Commentaire sur l'Ecclésiaste traduit en géorgien au XIIe siècle par Ioané Petritsi ; or, dans la tradition géorgienne, l'original de cette traduction est attribué à Métrophane de Smyrne, l'adversaire de Photius (signalé entre 858 et 880).
Édition récente : Jacques Noret et Gerard H. Ettlinger (éd.), Pseudo-Gregorii Agrigentini seu Pseudo-Gregorii Nysseni Commentarius in Ecclesiasten, Corpus Christianorum, series Græca 56, Brepols, Turnhout-Louvain, 2007.